# Further (The Chemical Brothers)
Further is het zevende album van het Britse elektronicaduo The Chemical Brothers.

## Geschiedenis
Het album kwam op 14 juni 2010 uit. Alle acht nummers van het album kregen een eigen videoclip. Deze filmpjes werden gemaakt door Adam Smith en Marcus Lyal. Het hoofdpersonage in de films wordt vertolkt door Romola Garai.
Het album (met de films) kwam uit op dvd, als iTunes-lp en in de Verenigde Staten ook als iTunes Pass. Als onderdeel van het iTunes Pass-programma kreeg iedereen die op 29 juni 2010 het album in de VS kocht een gratis bonusnummer getiteld "Pourquoi" (Frans voor "waarom"). De standaardversie van het album met alleen de acht nummers kwam op cd uit.
Op Further zijn geen gaststemmen te horen. Tom Rowlands zingt zelf alle stemmen. Stephanie Dosen helpt met zang mee bij enkele nummers.
Het album verscheen in verschillende landen in de hitlijsten, met uitzondering van de Britse. Het is in Engeland verboden om prijzen te geven aan ieder die het album koopt. Iedereen die Further koopt, maakt namelijk kans om een iPad te winnen.

## Nummers
Alle muziek en teksten zijn geschreven door Tom Rowlands en Ed Simons. 
| 1.                 | Snow                | 5:07  |
| 2.                 | Escape Velocity     | 11:57 |
| 3.                 | Another World       | 5:40  |
| 4.                 | Dissolve            | 6:21  |
| 5.                 | Horse Power         | 5:51  |
| 6.                 | Swoon               | 6:05  |
| 7.                 | K+D+B               | 5:39  |
| 8.                 | Wonders of the Deep | 5:12  |
| Totale duur: 51:58 |                     |       |

| Nr. | Titel                                         | Duur |
| --- | --------------------------------------------- | ---- |
| 9.  | Don't Think (iTunes bonus)                    | 7:44 |
| 10. | Pourquoi (iTunes Pass bonus, alleen in de VS) | 6:02 |

## Bezetting
- Tom Rowlands - Diskjockey
- Ed Simons - Diskjockey

## Album Top100
| "Further" in de Nederlandse Album Top 100 - binnen: 19-06-2010 | "Further" in de Nederlandse Album Top 100 - binnen: 19-06-2010 | "Further" in de Nederlandse Album Top 100 - binnen: 19-06-2010 | "Further" in de Nederlandse Album Top 100 - binnen: 19-06-2010 |
| Week                                                           | 1                                                              | 2                                                              | 3                                                              |
| -------------------------------------------------------------- | -------------------------------------------------------------- | -------------------------------------------------------------- | -------------------------------------------------------------- |
| Nummer                                                         | 42                                                             | 92                                                             | 81                                                             |